# Hexatoma arcuaria
Hexatoma arcuaria är en tvåvingeart som beskrevs av Alexander 1974. Hexatoma arcuaria ingår i släktet Hexatoma och familjen småharkrankar. Inga underarter finns listade i Catalogue of Life.